# Un père dans la course
Un père dans la course (France) ou Bartmobile (Québec) (Saturdays of Thunder) est le 9e épisode de la saison 3 de la série télévisée d'animation Les Simpson.

## Synopsis
Pendant que Marge, Patty et Selma vont au salon de coiffure, Homer emmène les enfants au club vidéo. En rentrant du coiffeur, Marge fait passer un test à Homer pour voir s'il connaît bien son fils. Il obtient zéro au test et se rend compte qu'il est un mauvais père. Il décide alors d'entrer à L'Institut de la Paternité pour devenir un père exemplaire. Suivant leurs conseils, il décide de s'intéresser à ce qui passionne Bart et découvre que celui-ci construit une voiture de course. Homer décide donc d'aider ce dernier à construire sa caisse à savon...